# Ironella prismatolaima
Ironella prismatolaima är en rundmaskart som beskrevs av Nathan Augustus Cobb 1920. Ironella prismatolaima ingår i släktet Ironella och familjen Ironidae. Arten är reproducerande i Sverige. Inga underarter finns listade i Catalogue of Life.